# Synagoga w Śniadowie
Synagoga w Śniadowie – nieistniejąca już drewniana synagoga w Śniadowie, wzniesiona w miejscu starszej synagogi, architektonicznie mniej okazała niż poprzednia.
Synagogę wzniesiono po zakończeniu I wojny światowej w 1933. Synagoga ta przetrwała II wojnę światową. Opuszczona w 1945 i rozebrana w 1946. Materiału użyto do budowy domu parafialnego w Szumowie, zachowanego do dziś.